# Apsolutna prednost
U ekonomiji, apsolutna prednost predstavlja sposobnost strane (pojedinca, firme ili države) da proizvede veću količinu robe, proizvoda ili usluga od svojih konkurenata, koristeći istu količinu resursa. Adam Smit je prvi opisao ovu teoriju u kontekstu međunarodne trgovine, koristeći rad kao jedini input. Kako je apsolutna prednost određena poređenjem produktivnosti radne snage, moguće je da strana nema apsolutnu prednost ni u jednoj oblasti; u tom slučaju, prema ovoj teoriji neće se dogoditi razmena sa 2. stranom.

## Poreklo teorije
Glavni koncept apsolutne prednosti razvio je Adam Smit u svom delu Bogatstvo naroda iz 1776. godine u kom se usprotivio merkantilističkim idejama. Smit je tvrdio da je nemoguće da sve zemlje postanu istovremeno bogate prateći merkantilističke ideje, jer je izvoz iz jedne zemlje, uvoz u druge, i umesto toga tvrdio da će sve zemlje istovremeno dobiti ako budu praktikovale slobodnu trgovinu i ako se budu specijalizovale u skladu sa njihovim apsolutnim prednostima. Smit je takođe tvrdio da bogatstvo nacije više zavisi od robe i usluga koje su dostupne njenim stanovnicima, nego od rezervi zlata. Iako su moguće dobiti od razmene sa apsolutnom prednošću, one ne mogu biti korisne za obe strane. Komparativna prednost se fokusira na raspon uzajamno korisnih razmena.

## Literatura
- ABSOLUTE AND COMPARATIVE ADVANTAGE. стр. 1—2.

## Dodatna literatura
- Irwin, Douglas A. (1996). Against the Tide: An Intellectual History of Free Trade. Princeton University Press. ISBN 978-0691058962.
- Smith, Adam (1776). An Inquiry into the Nature and Causes of the Wealth of Nations (Vol 1). ISBN 978-0865970069.
- Schumpeter, Joseph A. (1954). History of economic analysis. Routledge. ISBN 9781134838707.
- Trefler, Daniel (1995). „The Case of the Missing Trade and Other Mysteries”. The American Economic Review. 85 (5): 1029—1046. JSTOR 2950973..

## Spoljašnje veze
- Absolute Advantage, University of Washington
- http://www.investopedia.com/terms/a/absoluteadvantage.asp
- http://www.investopedia.com/university/economics/economics2.asp